# فاودنبيرخ
فاودنبيرخ Woudenberg  هي مدينة وبلدية بمقاطعة أوترخت بهولندا.

## طوبوغرافيا
خريطة طوبوغرافية هولندية لبلدية فاودنبيرخ، 2013، (تقرأ بعد ثلاث نقرات على الخريطة).

## معرض صور

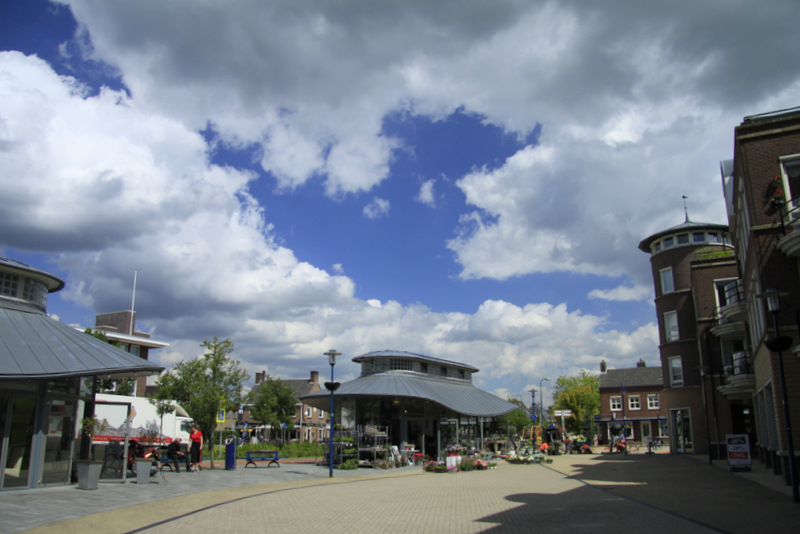
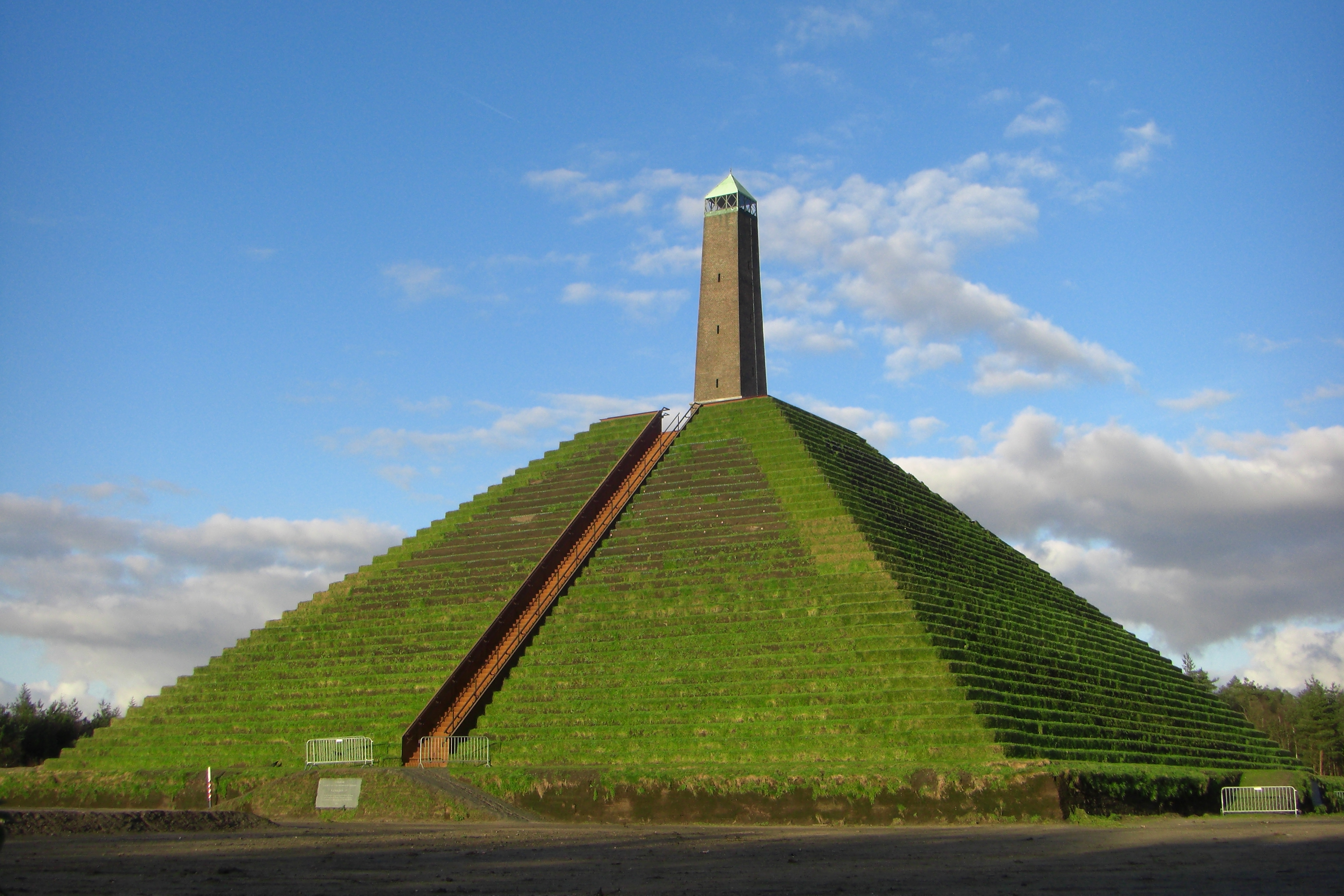
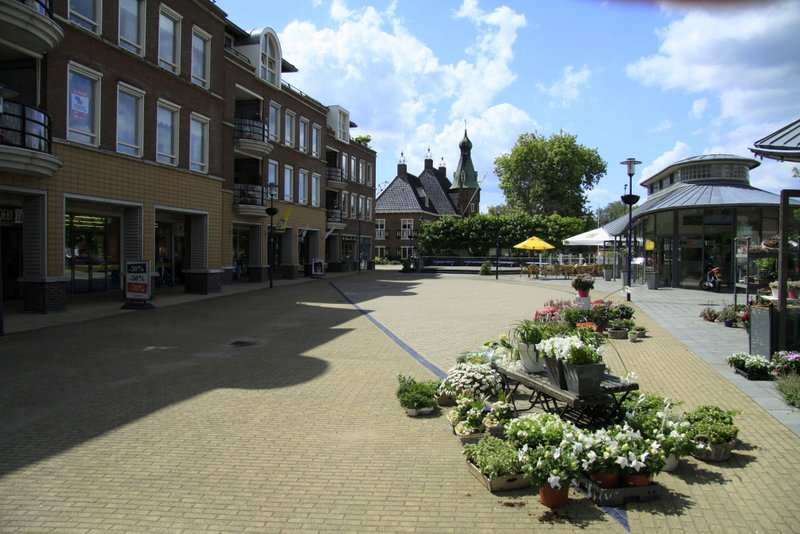
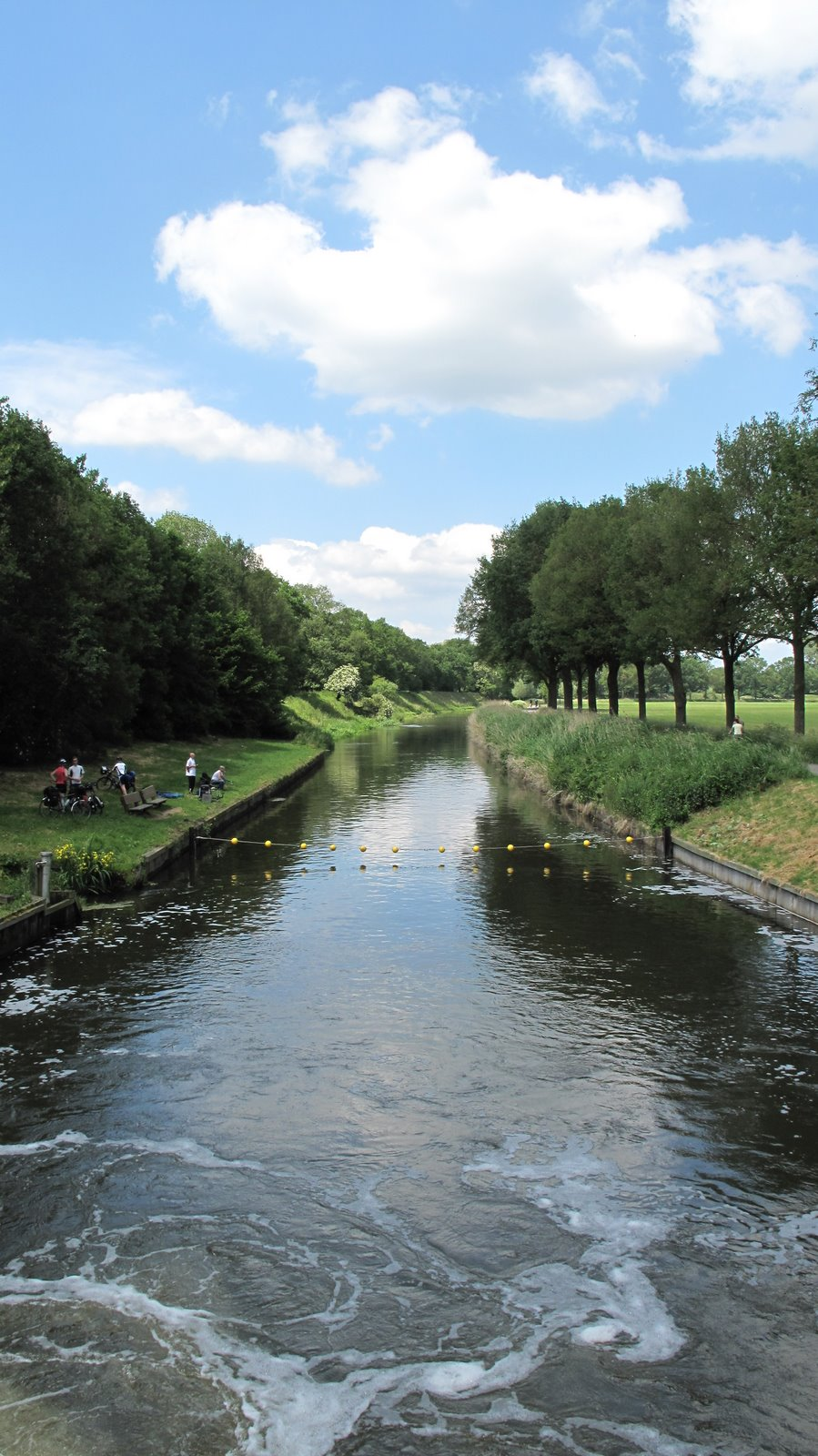

## أعلام
- ريكي فان فولفسفينكل

## وصلات خارجية
- الموقع الرسمي نسخة محفوظة 29 يناير 2015 على موقع واي باك مشين.